# Willemo Carlsson
Willemo Helén Carlsson, född 24 juli 1956 i Södra Hestra församling i Jönköpings län, är en före detta moderat politiker från Växjö, där hon varit ledamot i Växjö kommunfullmäktige och i kommunstyrelsen. Hon är tidigare legitimerad sjuksköterska med en fil. mag. i vårdvetenskap. Carlsson är egenföretagare som konsult.
Hon var vid riksdagsvalet 2006 tredje på moderaternas lista i Kronobergs län och var mellan första november 2008 och 30 april 2009 ersättare för Anna Bergkvist.